# クルム (アルプ＝マリティーム県)
クルム （Courmes）は、フランス、プロヴァンス＝アルプ＝コート・ダジュール地域圏、アルプ＝マリティーム県のコミューン。

## 地理
クルムの滝は歴史的な場所で、峡谷の上にある。

## 経済
クルム住民およびソフィア・アンティポリス自治体間連合の住民が払う税金を安くし、牧畜、農業、観光の分野で後背地の開発が促進されるよう、コミューンに太陽光発電所がつくる事業が検討されている。

## 歴史
Cormaという村の名が1176年に記された。それは元々マドレーヌ山地にあり、現在の村から直線距離で1.5kmほどのところであった。初期の村は壁で囲まれ、高い場所には頑強な住宅が並んでいた。
1235年、プロヴァンス伯によってロメ・ヴィルヌーヴに封土として与えられた。この封土にはコルミ、ロンバール、バンシヨンが属していた。
15世紀、黒死病の流行でカストルムの人口が減少した。
1670年、ヴァンス司教アントワーヌ・ゴドー師が、前任者によって往来が不能と考えられていたクルムを訪問した。ゴドーがクルムを訪れたのは12月であった。一晩で2mの雪が降った後、クルムで暮らす17世帯があたかも教区教会として利用している礼拝堂で、彼はミサを司った。
フランス革命まで、クルムはクルスグールの集落の1つであった。
1944年、クルムには対ドイツ抵抗運動を行うマキが存在し、サン・バルナベ高原でパラシュート降下によって武器を受け取っていた。

## 人口統計
| 1962年 | 1968年 | 1975年 | 1982年 | 1990年 | 1999年 | 2006年 | 2010年 |
| ------ | ------ | ------ | ------ | ------ | ------ | ------ | ------ |
| 34     | 26     | 42     | 60     | 64     | 88     | 93     | 100    |

参照元:1999年までEHESS、2000年以降INSEE